# Symfonie nr. 7 (Beethoven)
De Zevende Symfonie in A majeur opus 92 van Ludwig van Beethoven ontstond in de jaren 1811–1812.

## Première
Het werk werd voor het eerst uitgevoerd in Wenen op 8 december 1813 tijdens een benefietconcert voor de soldaten die gewond waren geraakt tijdens de Slag van Hanau. Beethoven dirigeerde het stuk zelf; Louis Spohr was een van de violisten. De compositie werd goed ontvangen, het allegretto moest zelfs herhaald worden.

## Instrumentatie
De symfonie is geschreven voor twee fluiten, twee hobo’s, twee klarinetten in A, twee fagotten, twee hoorns in A, E en D, twee trompetten in D, pauken en strijkers.

## Vorm
De zevende symfonie is geschreven in vier delen (en duurt ongeveer 35 minuten):
1. Poco sostenuto – Vivace
2. Allegretto
3. Presto
4. Allegro con brio

Na een langzame introductie (zoals in de Eerste), is het eerste deel in de vorm van een sonate geschreven en wordt gedomineerd door levende dansritmes.
Het tweede deel in a mineur is “langzaam”, hoewel de markering van het tempo Allegretto is; het is daarom alleen langzaam in verhouding tot de andere drie delen. Dit deel werd herhaald tijdens de première en bleef zeer populair.
Het derde deel is een scherzo en trio. Het trio (gebaseerd op een hymne van Oostenrijkse monniken) wordt twee keer gespeeld. Deze uitbreiding van de A-B-A structuur naar A-B-A-B-A was niet ongewoon voor Beethoven en komt in meer van zijn werken uit die periode voor, zoals in zijn Vierde Symfonie.
Het laatste deel is weer in de vorm van een sonate.

## Ontvangst
Richard Wagner, een bewonderaar, noemde de symfonie, refererend aan de levendige ritmes in het werk, de "apotheose van de dans".
Het werk werd niet door iedereen bewonderd: Carl Maria von Weber beschouwde de chromatische baslijn in het coda van het eerste deel een bewijs van het feit dat Beethoven "rijp was voor het gekkenhuis".

## Trivia
Het tweede deel werd gebruikt in meerdere films. Zo werd het gespeeld onder de laatste speech in The King's Speech, aan het eind van Knowing, als intro van The Fall, in X-men: Apocalyps, meerdere keren in Diplomatie en ook in het Playstation 4 spel uncharted 4.Ten slotte wordt het als outro gebruikt in "Irreversible"